# Kelut
Kelut (Gunung Kelud) je sopka na indonéském ostrově Jáva řadící se mezi stratovulkány, přibližně 90 km jihozápadně od města Surabaya. Podobně jako další sopky Pacifického ohnivého kruhu má její aktivita silně explozivní charakter, díky čemuž má na svědomí celou řadu lidských obětí. Od roku 1000 bylo zaznamenáno nejméně 30 sopečných erupcí, přičemž nejničivější z nich proběhla zřejmě v roce 1919, kdy zničila desítky vesnic a zabila přes 5 000 lidí.

## Erupce z roku 2014

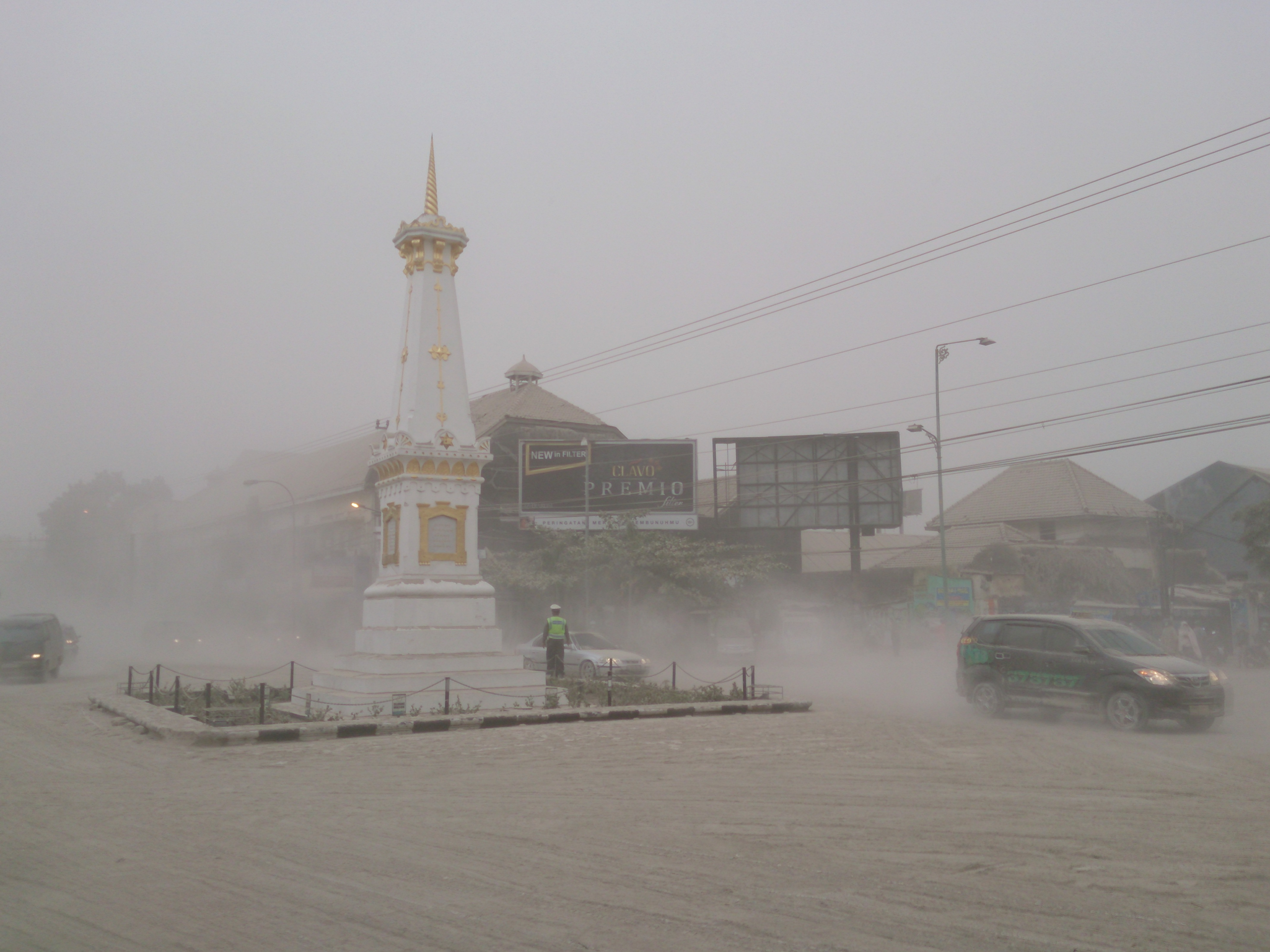
Sopečný popel v ulicích Yogyakarty (únor 2014)

Erupce v únoru 2014 pokryla sopečným popelem široké okolí a zastavila provoz na třech letištích. Exploze byly slyšet 100 kilometrů daleko a úřady vyzvaly k evakuaci 200 tisíc lidí.

Následky erupce z roku 1901